# Liste des vicomtes, comtes et ducs de Ventadour
Pour les articles homonymes, voir Ventadour.
La vicomté de Ventadour s'est formée vers 1060, par un partage de la vicomté de Comborn, au profit d'Ebles Ier, fils d'Archambaud II (ou III) de Comborn. La nouvelle vicomté de Ventadour correspondait à la moitié orientale de la vicomté de Comborn.

## Vicomtes à Ventadour
Avant la formation de la vicomté, les seigneurs de l'espace appelé à devenir la vicomté de Ventadour sont les vicomtes de Comborn.

Armoiries des Comborn, vicomtes de Turenne : coticé d'or et de gueules de douze pièces

1. Archambaud de Comborn (vers 934 † vers 996), 1er vicomte de Comborn et, vicomte de Turenne.
D'abord surnommé « le Boucher », parce que tranchant ses ennemis « comme un vrai boucher qui coupe la viande sur un banc », il fut appelé ensuite « Jambe pourrie » (« Gamba puirida ») après avoir eu la jambe prise et brisée dans une porte au cours du siège de Turenne. Il combattit aux côtés du duc de Normandie contre l'empereur Othon.
Il fut marié, peut-être en 951, avec Sulpicie, fille de Bernard Ier († 981), vicomte de Turenne, dont :
2. Ebles Ier de Comborn (vers 953 † 1030 ou 1007), vicomte de Comborn et de Turenne, marié (puis divorcé) avec Béatrix (980 † 18 janvier 1034), abbesse de Montivilliers (1035-1065)  fille de Richard Ier « sans Peur », duc de Normandie, dont
  1. Guillaume Ier (vers 995 † vers 1037), 5e vicomte de Turenne (1030), duquel sont issus les vicomtes de Turenne ;
  2. Archambaud II, vicomte de Comborn et de Ventadour.
3. Archambaud II de Comborn (vers 1000 † vers 1053), vicomte de Comborn et de Ventadour, marié avec Rothberge, fille d'Aymery II (vers 1000 † assassiné en 1049), vicomte de Rochechouart, dont :
  1. Archambaud III de Comborn ;
  2. Ebles Ier, vicomte de Ventadour ;
  3. Bernard Ier, vicomte de Comborn, duquel sont issus les vicomtes de Ségur et de Limoges.

## Vicomtes de Ventadour

Armoiries des Ventadour : Échiqueté d'or et de gueules.

Avant le XIIIe, les vicomtes ne portent pas le titre de vicomte de Ventadour. Ils portent le titre de vicomte avec leur prénom traditionnel d'Ebles. Mais comme leur forteresse principale est le château de Ventadour, l'historiographie les désigne sous le titre de vicomte de Ventadour depuis le vicomte Ebles Ier.
1. Ebles Ier, vicomte de Ventadour. Il est le premier à s'installer à Ventadour, vers 1060[4], marié avec Almodie de Montberon, dont :
2. Ebles II, dit « le Cantador (le Chanteur) » (entre 1086 et 1100 - Moustier-Ventadour † 1155 - Mont-Cassin), marié avec Agnès, fille de Guillaume de Montluçon (fils de Aymon II de Bourbon), dont :
3. Ebles III de Ventadour († 1170), vicomte de Ventadour (1155-1170), marié avec Alix ou Adélaïs († après 1174), fille de Guilhem VI, dit « le Grand » (vers 1105 † 1161), seigneur de Montpellier et de Montferrier (moine à l'Abbaye de Grandselve : 1147-1161), dont :
4. Ebles IV de Ventadour ou Archambaud Ier († après 1214), vicomte de Ventadour, marié avec Sibylle de La Faye, († 1182), fille de Raoul de Châtellerault († vers 1190), seigneur de la Faye-la-Vineuse (un des hommes de confiance d'Alienor d'Aquitaine), dont :
5. Ebles V de Ventadour († après 1236), vicomte de Ventadour, marié avec Marie de Limoges, puis avec Marguerite de Turenne (née vers 1190), fille de Raymond III (vers 1165 † après 1212), vicomte de Turenne (Famille de Comborn), dont :
6. Ebles VI de Ventadour († avant 1265), vicomte de Ventadour, marié avec Delphine de La Tour, fille de Bernard de La Tour (vers 1190 † 29 décembre 1253 - en Terre sainte), seigneur de La Tour (croisé avec Louis VIII de France en 1218, fait chevalier par Raimond VII comte de Toulouse en 1244), dont :
7. Ebles VII de Ventadour († avant 1297), vicomte de Ventadour, marié avec Blanche de Châteauneuf († après le 2 mars 1292), fille de Guérin III de Châteauneuf-Randon ( † après 1249), seigneur d'Apchier, croisé avec Saint-Louis en 1249, dont :
8. Hélie de Ventadour († vers 1328), vicomte de Ventadour de 1297 à 1323, marié avec Marguerite de Beaujeu, fille de Louis de Beaujeu (1230 † 26 septembre 1280 - Tunisie), seigneur de Montferrand dont :
9. Ebles VIII de Ventadour († v. 1328), vicomte de Ventadour à partir de 1323, marié avec Mathe de Comborn, sans postérité.
10. Bernard Ier de Ventadour († 1389), d'abord novice à l'abbaye Saint-Martial de Limoges, vicomte de Ventadour à partir de 1329, puis comte de Ventadour à partir de 1350.

## Comtes de Ventadour
En 1350, la vicomté de Ventadour est érigée en comté au bénéfice du vicomte Bernard II, avec le droit d'y établir une cour d'appel.
1. Bernard Ier de Ventadour, vicomte, puis comte de Ventadour (2 avril 1350-1389), seigneur (1346), puis comte de Montpensier (1350-1384). À partir de 1379, son château de Ventadour est occupé par des routiers au service des rois d'Angleterre. Pour financer les opérations de récupération, il doit vendre son comté de Montpensier au duc Louis II de Bourbon[6]. Marié avec Marguerite de Beaumont, fille de Robert de Brienne[7],[8] († 28 septembre 1327), vicomte de Beaumont-au-Maine, dont :
2. Robert de Ventadour († vers 1407), comte de Ventadour, marié avec Ysabeau, dame de Beauregard[9], de Lourdy[10] et d'Escollette[11], fille d'Audin de Vendat, officier du duc de Bourbon, dont :
3. Jacques de Ventadour (vers 1395 † Tué le 17 août 1424 - bataille de Verneuil), comte de Ventadour, marié avant avec Jeanne (vers 1403 † après 1459), fille de Jean de Torsay (vers 1360 † après 25 avril 1427), seigneur de La Mothe-Saint-Héray (Deux-Sèvres), seigneur de La Roche-Ruffin, échanson, chambellan de Charles VI et du duc de Berry, sénéchal du Poitou, grand-maître des arbalétriers de France, chevalier de l'ordre de la Dame blanche, dont deux filles :
  1. Marguerite, mariée avec Jean III de Mello, seigneur de Saint-Parize-le-Châtel, de Saint-Martin-du-Puits (en Morvan), seigneur du Vaux-de-Chizeul, dont deux filles ;
  2. Antoinette († 1468) ;
4. Charles de Ventadour († 1486), frère du précédent, comte de Ventadour, marié avec Marie de Pierrebuffière, fille de Louis de Pierrebuffière (vers  † après le 30 septembre 1466), baron de Chateauneuf, dont :
5. Louis de Ventadour († 23 décembre 1500), comte de Ventadour, marié avec Catherine Roger de Beaufort, dame de Charlus († 1506), fille de Pierre Roger de Beaufort (vers 1400 † 1444), vicomte de Turenne, dont :
  1. Blanche († 19 novembre 1482 - Charlus), dame de Charlus, de Beauregard et de Lourdy, mariée le 12 juillet 1472 avec « Loys » de Lévis († 1521), seigneur de La Voulte et de Poligny, dont :
6. Gilbert Ier de Lévis (Maison de Lévis),  seigneur de La Voulte, comte de Ventadour, seigneur de Miribel, marié le 12 novembre 1490 avec Jacqueline (vers 1480 † 1566) fille de Jean du Mas, Jean du Mas († 1495), seigneur de L'Isle, de Bannegon et d'Ivoy, bailli de Cotentin, écuyer du roi Louis XI, conseiller et chambellan de Charles VIII, grand maître des eaux et forêts de France, dont :
7. Gilbert II de Lévis (vers 1501 † 1547), seigneur de Vauvert, baron de La Voulte-sur-Rhône, comte de Ventadour, pannetier du roi, chevalier de l’ordre du roi, marié avec Susanne, fille de Jacques de Laire, seigneur de Cornillon, dont :
8. Gilbert III de Lévis, comte puis 1er duc de Ventadour.

## Ducs de Ventadour
En 1578, le comté de Ventadour est érigé en duché, duché auquel est adjointe la pairie en 1589.

Armes de la maison de Lévis-Ventadour : Écartelé: au 1, bandé d'or et de gueules (Thoire-Villars ou Villars-Thoire) ; au 2, d'or, à trois chevrons de sable (Lévis); au 3, de gueules, à trois étoiles d'or (Anduze/Florac); au 4, d'argent, au lion de gueules (Layre). Sur le tout échiqueté d'or et de gueules (Ventadour).

1. Gilbert III de Lévis-Ventadour († mai 1591 - Château de La Voulte-sur-Rhône), comte de La Voulte, 1er duc de Ventadour et pair de France (13 mai 1578), gouverneur du Limousin (1571), du Lyonnais, du Beaujolais, marié avec Catherine (1532 † 1624), fille de Anne, duc de Montmorency, dont :
2. Anne de Lévis-Ventadour (1569 † 8 décembre 1622 à Beaucaire), comte de La Voulte, 2e duc de Ventadour et pair de France, baron de Donzenac, de La Roche-en-Régnier et d'Annonay, chevalier de l'Ordre du Saint-Esprit (reçu le 2 janvier 1599), gouverneur du Limousin (1591), lieutenant-général pour le roi en Languedoc, marié avec Marguerite (1577 † 1660), « La Bonne Duchesse », fille de Henri Ier, duc de Montmorency, dont :
3. Henri de Lévis-Ventadour (1596 † 14 octobre 1680), 3e duc de Ventadour et pair de France, prince de Maubuisson, comte de La Voulte, seigneur du Cheylard, Vauvert et autres lieux, lieutenant général du roi Louis XIII en Languedoc, vice-roi de la Nouvelle-France (1625-1631), marié avec Marie Liesse (fille de Henri[13]  (11 octobre 1583 † 23 mai 1616 à Jargeau), 2e duc de Piney-Luxembourg), sans postérité ;
4. Charles de Lévis-Ventadour (8 mai 1600 † 19 mai 1649 à Brive la Gaillarde), marquis d'Annonay puis 4e duc de Ventadour et pair de France en 1631 quand son frère aîné le duc Henri entre dans les ordres et lui cède le duché, chevalier de l'Ordre du Saint-Esprit (reçu le 14 mai 1633), administrateur du diocèse de Lodève, marié avec Suzanne de Lauzières, marquise de Thémines (petite-fille du maréchal Pons de Lauzières de Cardaillac, marquis de Thémines), sans postérité, puis avec Marie de La Guiche (1623 † 1710), fille du maréchal de Saint-Géran, dont :
5. Louis-Charles de Lévis-Ventadour (vers 1647 † 1717), 5e duc de Ventadour, gouverneur du Limousin, marié avec Charlotte de La Mothe-Houdancourt (1654 † 1744), dite « Madame de Ventadour », gouvernante des enfants de France, dont :
  1. Anne Geneviève de Lévis (1673 † 1727), mariée avec Hercule Mériadec de Rohan (1669 † 1749), duc de Frontenay puis 1er duc de Rohan-Rohan et pair de France, 2e prince de Soubise, dont l'héritier fut leur petit-fils :
6. Charles de Rohan-Soubise (1715 † 1787), duc de Ventadour et pair de France (1717), prince de Maubuisson, 4e prince de Soubise (1724), prince d'Épinoy (1724-1739 puis 1742-1787), marquis de Roubaix, comte de Saint-Pol, 2e duc de Rohan-Rohan et pair de France (1749), capitaine-lieutenant des Gendarmes de la garde du roi, Maréchal de France, Ministre d'État, pair et maréchal de France, premier « Ber » et connétable héréditaire de Flandres, sénéchal de Hainaut.